# Schleswig-Holstein-Sonderburg

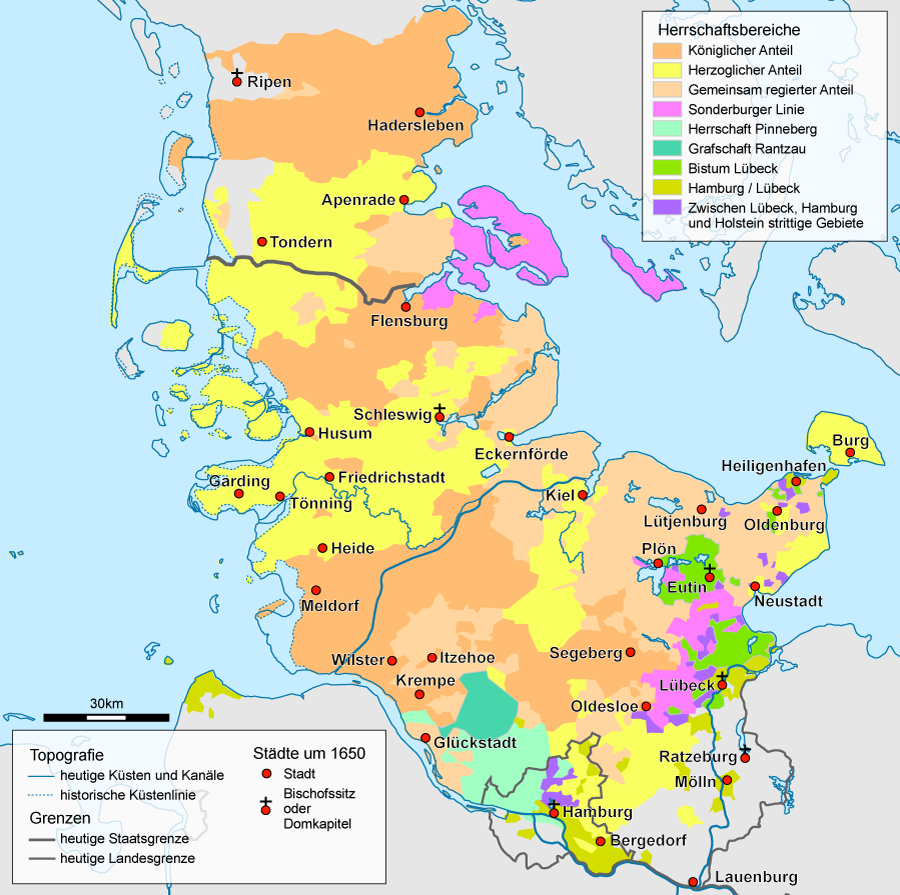
Lo Schleswig ed Holstein intorno al 1650: le proprietà della linea di Sonderburg furono divise in regioni intorno all'isola danese di Als e le regioni a sud di Plön

Lo Schleswig-Holstein-Sonderburg era il nome di una diramazione del casato degli Oldenburg nonché il nome delle loro terre. È esistito dal 1564 fino al 1668 ed era un ducato titolare sotto il re di Danimarca, piuttosto che un vero ducato territoriale nel suo proprio diritto. La sede del duca era Sonderburg. Parti del dominio erano situati in Danimarca (nel ducato di Schleswig), principalmente sulle isole di Als e Ærø e intorno a Glücksburg, mentre altre terre facevano parte del Sacro Romano Impero (nel ducato di Holstein), incluso gli Ämter di Plön, Ahrensbök, e Reinfeld. In quanto risultato di diverse modalità di successione fu frammentata in numerosi piccoli territori che furono poi assorbiti nella Grande Danimarca nel XVIII secolo.

## Storia

### Sfondo
La famiglia ducale era imparentata con il casato di Schleswig-Holstein-Gottorp; entrambi appartenevano al casato degli Oldenburg. Il ducato fu creato nel XVI secolo quando re Federico II di Danimarca condivise la sua parte dei ducati di Schleswig e Holstein con i suoi due fratelli, ricevendo ognuno un terzo della tenuta reale nello Schleswig e Holstein. Sonderburg era la porzione ricevuta dal duca Giovanni III, chiamato "il Giovane". I suoi domini includevano inter alia i territori di Sonderburg, Norburg, Ærø, Plön e Ahrensbök insieme al loro assegnato Ämter o ufficio amministrativo. Tuttavia, la divisione non fu riconosciuta dai nobili locali, che la consideravano illegale, e il nuovo ducato fu gestito dal duca Giovanni come un così-detto abgeteilter Herr, cioè un sovrano che non aveva il consenso dei suoi signorotti locali. Così, mentre il duca di Sonderburg riceveva il titolo ducale e le rendite dal territorio assegnatogli, non aveva diritti politici in questo territorio, in quanto la sovranità rimaneva nelle mani del re di Danimarca nel suo ruolo di duca di Schleswig-Holstein.

### Frammentazione

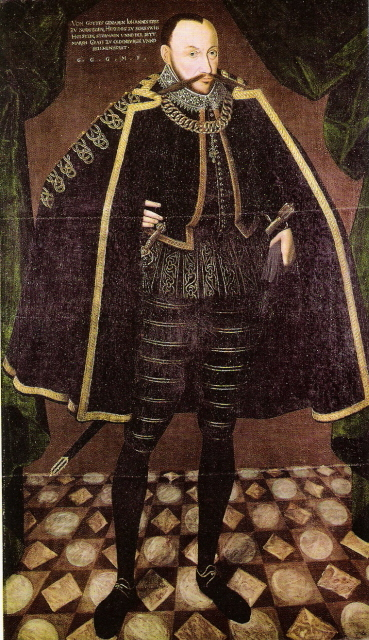
Il ducato di Schleswig-Holstein-Sonderburg fu fondato da Giovanni III e frammentato dopo la sua morte in mini-stati

I duchi di Schleswig-Holstein-Sonderburg ripetutamente divisero i loro possedimenti tra i loro eredi, in modo che una varietà di piccoli territori venne alla luce.
Dopo la morte del duca Giovanni nel 1622, il ducato fu diviso tra quei figli maschi che erano eredi legali e così il casato di Schleswig-Holstein-Sonderburg produsse diverse linee collaterali. I nomi delle singole linee aggiunsero il nome della loro rispettiva città Residenz alla linea di famiglia. I figli del duca Alessandro, un figlio del duca Giovanni, riceverono anche o acquistarono alcuni territori fuori dallo Schleswig-Holstein per sostenersi.
Alcuni dei sub-ducati di nuova creazione avevano solo un paio di chilometri quadrati di territorio e loro capi erano solo duchi titolari. Queste nuove linee a volte duravano solo per un breve periodo di tempo prima che i loro beni passassero ad altre linee come conseguenza della successione o fallimento, o addirittura tornassero di nuovo alla casa reale danese.
1. Il casato di Schleswig-Holstein-Sonderburg fu continuato dal duca Alessandro, che risiedeva nel castello di Sønderborg. Dopo una bancarotta nel 1667 la porzione di Sonderburg del ducato ritornò al re di Danimarca. Le linee cadette emerse da questa linea includevano i seguenti:
  1. la linea di Schleswig-Holstein-Sonderburg-Franzhagen con base nel castello di Franzhagen presso Schulendorf, fondata dal duca Giovanni Cristiano.
  2. la così-detta linea cattolica di Schleswig-Holstein-Sonderburg, fondata dal duca Alessandro Enrico.
  3. la linea di Schleswig-Holstein-Sonderburg-Wiesenburg con base nel castello di Wiesenburg in Sassonia, fondata dal duca Filippo Luigi.
  4. la linea di Schleswig-Holstein-Sonderburg-Augustenburg, fondata dal duca Ernest Günther che risiedeva nel castello di Augustenburg. La linea si è estinta nel 1931, il membro di spicco di questo ramo è Augusta Victoria, l'ultima imperatrice tedesca.
  5. la linea di Schleswig-Holstein-Sonderburg-Beck, fondata dal duca Augusto Filippo. da questa linea nacque la seguente:
    1. la linea minore di Schleswig-Holstein-Sonderburg-Glücksburg, ora di solito chiamata semplicemente Glücksburg. Fondata nel 1825 da un discendente di Giovanni III, il duca Federico Guglielmo. I familiari di questo ramo fino ad oggi sono membri dell'aristocrazia europea e comprendono le attuali case reali di Danimarca e Norvegia, nonché Filippo, duca di Edimburgo, principe consorte della regina Elisabetta II.
2. la linea maggiore di Schleswig-Holstein-Sonderburg-Glücksburg, fondata dal duca Filippo, che risiedeva nel castello di Glücksburg a Glücksburg. La linea si estinse nel 1779.
3. la linea di Schleswig-Holstein-Sonderburg-Ærø, fondata dal duca Cristiano, che risiedeva a Ærøskøbing. Il duca Cristiano morì senza discendenti nel 1633 e le sue proprietà furono divise fra gli altri figli di Giovanni III.
4. la linea di Schleswig-Holstein-Sonderburg-Plön fondata nel 1623 dal duca Gioacchino Ernesto, residente nel castello di Plön a Plön. La linea si estinse nel 1761. Da essa ebbero origine le seguenti linee:
  1. la linea di Schleswig-Holstein-Sonderburg-Plön-Rethwisch fondata da Gioacchino Ernesto II, residente a Rethwisch. Questa linea si estinse già nel 1729.
  2. la linea minore di Schleswig-Holstein-Sonderburg-Norburg fondata dal duca Augusto di Schleswig-Holstein-Sonderburg-Plön-Norburg. Questa linea fu riunita al ducato di Plön dal duca Gioacchino Federico nel 1706.
5. la linea maggiore di Schleswig-Holstein-Sonderburg-Norburg, fondata dal duca Giovanni Adolfo, residente nel castello di Nordborg sull'isola di Alsen. Dopo essere finito in bancarotta nel 1669 fu recuperato dal ramo di Plön nel 1679.

Nel 1668, il re di Danimarca confiscò Sonderburg a causa degli eccessivi debiti. Tuttavia, molte delle linee che si erano divise da Sonderburg continuarono ad esistere. Dal denaro che restava dopo che tutti i debiti sono stati pagati, l'ultimo duca di Sonderburg acquistò proprietà a Franzhagen nei pressi di Schulendorf; d'ora in avanti la linea fu conosciuta come Franzhagen.

## Duchi di Schleswig-Holstein-Sonderburg
- Giovanni il Giovane (1564–1622)
- Alessandro (1622–1627)
- Giovanni Cristiano (1627–1653)
- Cristiano Adolfo (1653–1668)